# Mars 1766
Cette page présente les faits marquants du mois de mars 1766.

## Événements
- 5 mars : Antonio de Ulloa, premier gouverneur espagnol de Louisiane, arrive à La Nouvelle-Orléans ; il doit fuir à Cuba en 1768 devant la révolte des colons français et des métis[1].
- 18 mars : abrogation du Stamp Act par le Parlement britannique grâce à l'action de Benjamin Franklin. Il assortit cequi est perçu par George III comme une reculade du Declaratory Act qui affirme que le Parlement britannique a tout pouvoir pour imposer ses lois aux colonies et à la population américaines[2].